# Vísburr
Vísburr, o Vísburn (che in norreno antico significa "figlio certo"; I secolo – Gamla Uppsala, II secolo), è stato un re leggendario sueone della casata dei Yngling, di Uppsala.
Era figlio di Vanlandi e a lui succedette Dómaldi.

## Ynglinga saga
La Saga degli Ynglingar (Ynglinga saga) racconta come fu bruciato vivo dai suoi figli per vendetta per aver ripudiato la loro madre e rifiutato di restituire la dote quale loro eredità: 
Visburr ebbe un figlio che fu chiamato Dómaldi, e la sua matrigna fece un Seiðr che lo rese malaticcio. Ebbene, quando i figli di Visburr raggiunsero uno i dodici e l'altro i tredici anni di età, si recarono dal padre e reclamarono la dote della madre; ma non volle concederla. Al che dissero che i monili d'oro dovrebbero essere la morte del migliore uomo di tutta la sua razza, e tornarono a casa. Poi ricominciarono ancora con incantesimi e stregonerie per tentare di distruggere il loro padre. Huld la vǫlva disse che con la stregoneria poteva andare al di là di quel che sarebbe dovuto, che un assassinio del proprio genitore non si dovrebbe mai volere nella stirpe degli Yngling; e loro acconsentirono a ciò. Successivamente raccolsero uomini, andarono inaspettatamente nella notte a Visburr, e lo bruciarono nella sua casa.»
(Snorri Sturluson - Saga degli Ynglingar - 14. Dauði Vísburs)

## Ynglingal
Snorri riprende solo lontanamente lo Ynglingatal, citandone il fuoco che brucia la sua dimora e la rivolta del figlio contro il padre:
vilja byrgi

sævar niðr

svelga knátti,

þá er meinþjóf

markar öttu

setrs verjendr

á sinn föður;

ok allvald

í arinkjóli

glóða garmr

glymjandi beit»
Hanno leccato 
le feroci lingue di fuoco 

urlanti sul suo focolare? 

Hanno le fiamme

consumato la dimora
 
dell'anima sulla terra? 

pazzamente tu agisti, che liberasti
 
il nemico della foresta

il rosso fuoco, il ladro notturno;
 
cadde il fratello 
 
nel mare in tempesta

Contro tuo padre e tuo capo.»
(Þjóðólfr ór Hvíni - Ynglingatal - Stanza XI)